# جام میلز
جام میلز دهلی نو، که به اختصار به عنوان جام دی‌سی‌ام(dcm)شناخته می‌شود؛ یک تورنمنت فوتبال دعوتی در هند بود. این مسابقات سالانه در شهر دهلی نو و توسط اتحادیه فوتبال محلی دهلی برگزار می‌شد شهر دهلی در ناحیه مرکزی نیمه شمالی هند و در ساحل غربی رود یامونا (جمنا) واقع شده . این رقابت‌ها اولین تورنمنت فوتبال در هند بود که به دلیل حضور باشگاه‌های بین‌المللی از آسیا و اروپا، رقابت‌های بین‌المللی را برای باشگاه‌های هندی فراهم کرد.به قهرمان های ایرانی این جام دوستانه، میتوان به استقلال تهران و تراکتور تبریز و پاس تهران و بهمن کرج اشاره کرد، تیم استقلال تهران با ۴ قهرمانی یکی از رکوردداران ایرانی این مسابقات است.

## تاریخچه
این مسابقات در سال ۱۹۴۵ توسط بهارات رام و چارات رام از گروه کارخانجات کنگلومرای پارچه و جنرال میلز دهلی تأسیس شد.
تیم‌های محلی دهلی برنده دو دوره اول شدند. از آن تاریخ به بعد، باشگاه‌های کلکته در دهه ۱۹۵۰ و اوایل دهه ۱۹۶۰ و باشگاه‌های خارجی از اواخر دهه ۱۹۶۰ به مقام قهرمانی رسیدند. این مسابقات از سال ۱۹۹۷ به دلیل شلوغی برنامه‌ها و تغییر ساختار سیاست‌های فوتبال باشگاهی در هند، برگزار نشده‌است. موهون باگان آخرین برنده این مسابقات بود.

## نتایج
| سال     | قهرمان                                                                     | نتیجه                                                                      | نایب قهرمان                                                                | توضیحات     |
| ------- | -------------------------------------------------------------------------- | -------------------------------------------------------------------------- | -------------------------------------------------------------------------- | ----------- |
| ۱۹۴۵    | New Delhi Heroes FC                                                        | ۳–۲                                                                        | King's Own Yorkshire Light Infantry                                        |             |
| ۴۸–۱۹۴۶ | برگزار نشد.                                                                | برگزار نشد.                                                                | برگزار نشد.                                                                | برگزار نشد. |
| ۱۹۴۹    | Raisina Sporting Union (Delhi)                                             | ۱–۱, ۳–۱                                                                   | City Club (Lucknow)                                                        |             |
| ۱۹۵۰    | بنگال شرقی                                                                 | ۲–۰                                                                        | 8th Gorkha Rifles (Dehradun)                                               |             |
| ۱۹۵۱    | Rajasthan Club (Calcutta)                                                  | ۳–۰                                                                        | 8th Gorkha Rifles (Dehradun)                                               |             |
| ۱۹۵۲    | بنگال شرقی                                                                 | ۴–۰                                                                        | 8th Gorkha Rifles (Dehradun)                                               |             |
| ۱۹۵۳    | Aryan Gymkhana (Bangalore)                                                 | ۳–۲                                                                        | East Indian Railway Accounts (Calcutta)                                    |             |
| ۱۹۵۴    | Geological Survey (Calcutta)                                               | ۱–۰                                                                        | Hyderabad FA                                                               |             |
| ۱۹۵۵    | Indian Air Force Station (Delhi)                                           | ۲–۰                                                                        | District Sports Association (Allahabad)                                    |             |
| ۱۹۵۶    | Indian Air Force                                                           | ۰–۰, ۰–۰, ۱–۰                                                              | بنگال شرقی                                                                 |             |
| ۱۹۵۷    | بنگال شرقی                                                                 | ۰–۰, ۲–۰                                                                   | Railway SC                                                                 |             |
| ۱۹۵۸    | محمدان کلکته                                                               | ۱–۰                                                                        | بنگال شرقی                                                                 | [ ۵ ]       |
| ۱۹۵۹    | Hyderabad Central Police                                                   | ۱–۰                                                                        | Madras Engineer Group                                                      |             |
| ۱۹۶۰    | بنگال شرقی                                                                 | ۳–۱                                                                        | محمدان کلکته                                                               |             |
| ۱۹۶۱    | محمدان کلکته                                                               | ۲–۱                                                                        | Madras Regimental Centre                                                   |             |
| ۱۹۶۲    | Madras Regimental Centre                                                   | ۱–۰                                                                        | Mafatlal Group (Bombay)                                                    |             |
| ۱۹۶۳    | E.M.E. Centre                                                              | ۱–۱, ۳–۱                                                                   | پلیس پنجاب                                                                 |             |
| ۱۹۶۴    | محمدان کلکته                                                               | ۱–۱, ۱–۰                                                                   | Andhra Pradesh Police                                                      |             |
| ۱۹۶۵    | Andhra Pradesh Police                                                      | ۲–۰                                                                        | Central Police Lines (Hyderabad)                                           |             |
| ۱۹۶۶    | پلیس پنجاب                                                                 | ۰–۰, ۲–۰                                                                   | Leader FC (Jalandhar)                                                      |             |
| ۱۹۶۷    | Mafatlal Group (Bombay)                                                    | ۵–۰                                                                        | Leader FC (Jalandhar)                                                      |             |
| ۱۹۶۸    | Mafatlal Group (Bombay)                                                    | ۲–۱                                                                        | Leader FC (Jalandhar)                                                      |             |
| ۱۹۶۹    | تاج                                                                        | ۴–۰                                                                        | South Central Railway (Secunderabad)                                       |             |
| ۱۹۷۰    | تاج                                                                        | ۳–۱                                                                        | Andhra Pradesh Police                                                      |             |
| ۱۹۷۱    | تاج                                                                        | ۱–۰                                                                        | Leader FC (Jalandhar)                                                      |             |
| ۱۹۷۲    | ۲۵ آوریل                                                                   | ۱–۱                                                                        | اتحادیه بایرن                                                              | 1           |
| ۱۹۷۳    | بنگال شرقی                                                                 | ۰–۰, ۰–۰                                                                   | Dok Ro Gang                                                                | 2           |
| ۱۹۷۴    | بنگال شرقی                                                                 | ۱–۰                                                                        | پلیس پنجاب                                                                 |             |
| ۱۹۷۵    | دانشگاه هانیانگ                                                            | ۲–۰                                                                        | بنگال شرقی                                                                 |             |
| ۱۹۷۶    | دانشگاه هانیانگ و Border Security Force - (برندگان مشترک) ۰–۰, ۰–۰         | دانشگاه هانیانگ و Border Security Force - (برندگان مشترک) ۰–۰, ۰–۰         | دانشگاه هانیانگ و Border Security Force - (برندگان مشترک) ۰–۰, ۰–۰         | 3           |
| ۱۹۷۷    | Spartak United                                                             | ۳–۰                                                                        | جی سی تی                                                                   |             |
| ۱۹۷۸    | FC Volga Kalinin                                                           | ۱–۰                                                                        | اتحادیه بایرن                                                              |             |
| ۱۹۷۹    | Border Security Force و Citizens' National Bank - (برندگان مشترک) ۱–۱, ۱–۱ | Border Security Force و Citizens' National Bank - (برندگان مشترک) ۱–۱, ۱–۱ | Border Security Force و Citizens' National Bank - (برندگان مشترک) ۱–۱, ۱–۱ | 4           |
| ۱۹۸۰    | محمدان کلکته                                                               | ۱–۰                                                                        | Bank of Seoul & Trust Company                                              |             |
| ۱۹۸۱    | دانشگاه میونگ‌جی                                                            | ۳–۱                                                                        | East Fremantle Tricolore                                                   |             |
| ۸۳–۱۹۸۲ | دانشگاه اینچئون                                                            | ۰–۰, ۳–۰                                                                   | محمدان کلکته                                                               |             |
| ۱۹۸۳    | بنگال شرقی                                                                 | ۱–۰                                                                        | محمدان کلکته                                                               | 5           |
| ۱۹۸۴    | لیائونینگ                                                                  | ۱–۰                                                                        | Western Australia Soccer Federation                                        |             |
| ۱۹۸۵    | Football Fed. of South Australia                                           | ۰–۰ (۵–۴ پ)                                                                | بنگال شرقی                                                                 |             |
| ۱۹۸۶    | متالیست خارکوف                                                             | ۴–۰                                                                        | بنگال شرقی                                                                 |             |
| ۱۹۸۷    | S.M. Industry Bank                                                         | ۱–۰                                                                        | جی سی تی                                                                   |             |
| ۱۹۸۸    | پوهانگ استیلرز                                                             | ۱–۰                                                                        | بنگال شرقی                                                                 |             |
| ۱۹۸۹    | استقلال                                                                    | ۳–۱                                                                        | پوهانگ استیلرز                                                             |             |
| ۱۹۹۰    | دانشگاه کیونگ هی                                                           | ۰–۰ (۵–۴ پ)                                                                | Kerala Police                                                              |             |
| ۱۹۹۱    | پاس                                                                        | ۱–۰                                                                        | موهان باگان                                                                |             |
| ۹۳–۱۹۹۲ | دانشگاه اینچئون                                                            | ۱–۱ (۴–۱ پ)                                                                | بنگال شرقی                                                                 |             |
| ۱۹۹۳    | واراژدین                                                                   | ۳–۰                                                                        | جی سی تی                                                                   |             |
| ۹۵–۱۹۹۴ | بهمن                                                                       | ۲–۰                                                                        | موهان باگان                                                                |             |
| ۹۶–۱۹۹۵ | تراکتور                                                                    | ۳–۰                                                                        | Punjab State Electricity Board                                             |             |
| ۱۹۹۶    | برگزار نشد.                                                                | برگزار نشد.                                                                | برگزار نشد.                                                                | برگزار نشد. |
| ۱۹۹۷    | موهان باگان                                                                | ۲–۰                                                                        | Tata Football Academy                                                      |             |